# Décennie 1450 en architecture
| Années de l'architecture : 1447 - 1448 - 1449 - 1450 - 1451 - 1452 - 1453    |
| Décennies de l'architecture : 1420 - 1430 - 1440 - 1450 - 1460 - 1470 - 1480 |

Cet article présente les faits marquants de la décennie 1450 en architecture.

## Événements
- 1er juillet 1450 : Francesco Sforza ordonne la reconstruction du Castello di Porta Giovia, le château des Sforza à Milan[1].
- 1er avril 1450 : Francesco Sforza signe un décret de  donations du Palazzo Torelli pour la construction de l'Ospedale Maggiore de Milan[2].

- Septembre 1451 : Le Filarète s’installe à Milan où Francesco Sforza, sur la recommandation de Pierre de Médicis, l’appelle pour introduire dans la ville les nouveautés de la Renaissance italienne. La plupart des œuvres de cette période ont disparu (tour du château, arc de triomphe, cathédrale de Bergame, etc.)[3]. Seuls subsistent l’Hôpital majeur et un traité d’architecture dédié à Francesco Sforza, relatant la construction d’une utopie, “La Sforzinda (en)” (1451-1464)[4].
- 1452 : Leon Battista Alberti publie L'Art d'édifier en référence au De architectura de Vitruve, architecture romain du Ier siècle av. J.-C.[5].
- 10 mars 1452 : la cathédrale Saint-Martin de Bratislava est consacrée[6].

## Réalisations
- Vers 1450 : construction du palais Pisani Moretta à Venise[7].
- 1451-1457 : construction de la villa Médicis de Fiesole par Michelozzo[8].
- 1452 : travaux de restauration partielle de la basilique Saint-Pierre de Rome réalisés par Bernardo Rossellino[9] construite au IVe par Constantin Ier.
- 1454 : le Jama Masjid (en), construite sous le règne du sultan de Malva Hoshang Shah (en) (1406-1435), est achevée à Mândû ; elle contient le mausolée de Hoshang Shah, construit en marbre blanc vers 1440[10].
- 1455 : inauguration du temple au sommet de la grande pyramide aztèque de Tenochtitlan[11]
- 1455-1467 : construction du palais Bardo (palais de Venise) à Rome[12].

- 1456-1470 :  Leon Battista Alberti achève la construction de la façade de marbre de Santa Maria Novella à Florence[13].
- 1457 : construction du premier château d'Edo par Ōta Dōkan, aujourd'hui partie du palais impérial de Tokyo au Japon[14].
- 1457-1462 : construction de la porte terrestre de l'Arsenal de Venise[15].
- 1458 : début des travaux du palais Pitti à Florence[16] construit par Bartolomeo Ammannati sur des plans de Filippo Brunelleschi.
- 1459 : la construction du palais de Topkapı commence à Constantinople (aujourd'hui Istanbul)[17].

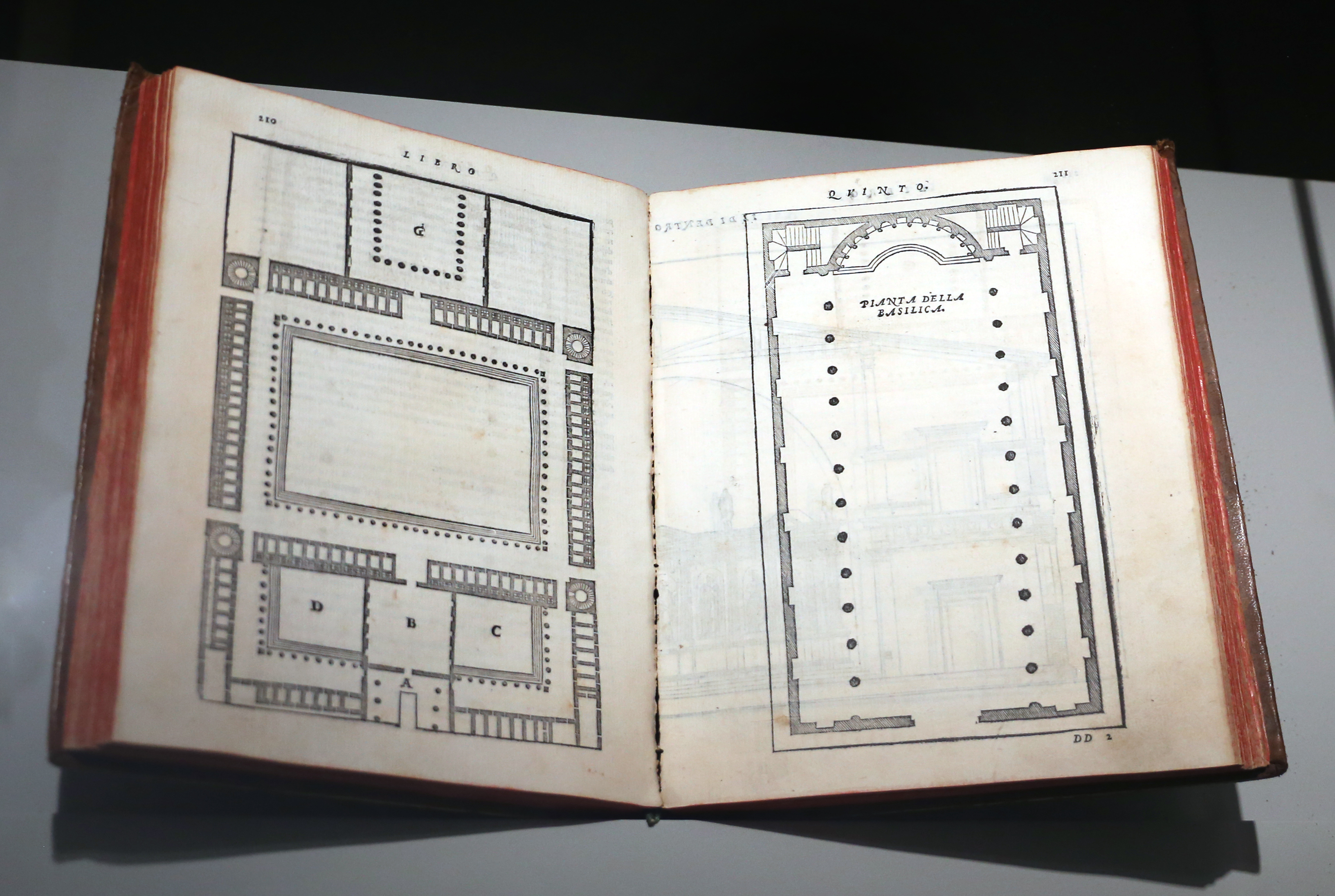
Leon Battista Alberti, L'Art d'édifier, édition de 1565.
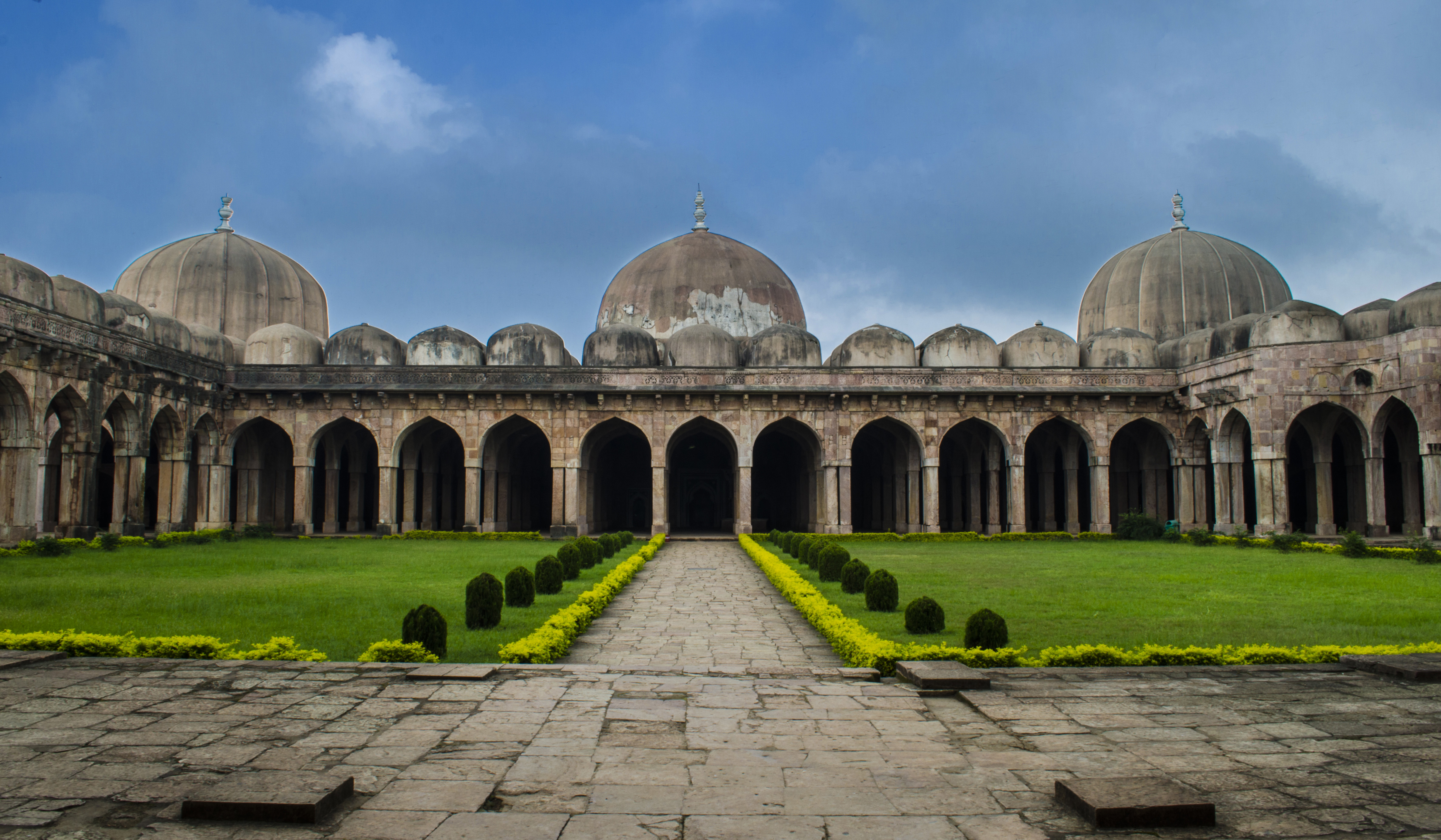
Le Jama Masjid à Mândû

## Naissances
- 15 avril 1452 : Léonard de Vinci († 2 mai 1519)

## Décès
- x